# Кафизма
Кафи́зма (кафи́сма, от греч. κάθισμα), также стихосло́вие (στιχολογίαι) в богослужебной традиции византийского обряда — раздел Псалтири.
Название происходит от греческого слова καθεδρας (кафедра), означающего «сидение», что указывает на практику сидения на богослужении во время чтения кафизм (впрочем, принято считать, что первоначально во время пения или чтения кафизм стояли, а сидели на следующих за ними седальнах и на следующих за седальнами святоотеческих чтениях).
У греков кафизмы называются просто «стихологиями», словом же κάθισμα именуются читаемые после кафизм тропари, в славянской традиции называемые «седальны».

## Состав и способ чтения
Псалтирь разделена на 20 кафизм таким образом, чтобы все кафизмы были приблизительно одинаковой длины. Поэтому разные кафизмы содержат разное число псалмов. Больше всего псалмов в 18-й кафизме, туда включены 15 псалмов (псалмы 119—133), именуемые «песнями степеней». Кафизма 17-я, напротив, содержит только один псалом, разделённый на три славы, это псалом 118, называемый «Непоро́чны». Кроме того, эта кафизма делится пополам: между 93-м и 94-м стихами печатается слово «среда́», то есть середина.
Каждая кафизма, в свою очередь, делится на три части, именуемые «ста́тии» (στάσις — «стояние»), или «сла́вы». Это второе название происходит от славословия, которое принято читать между славами:

Слава Отцу, и Сыну, и Святому Духу, и ныне, и присно, и во веки веков. Аминь.
Аллилуиа, аллилуиа, (аллилуиа,) слава Тебе, Боже. (Трижды).
Господи, помилуй (трижды).
Слава Отцу, и Сыну, и Святому Духу, и ныне, и присно, и во веки веков. Аминь.

Таким образом, деление Псалтири на кафизмы может быть представлено следующей таблицей:
| Кафизма | 1 Слава  | 2 Слава    | 3 Слава     |
| ------- | -------- | ---------- | ----------- |
| I       | 1—3      | 4—6        | 7—8         |
| II      | 9—10     | 11—13      | 14—16       |
| III     | 17       | 18—20      | 21—23       |
| IV      | 24—26    | 27—29      | 30—31       |
| V       | 32—33    | 34—35      | 36          |
| VI      | 37—39    | 40—42      | 43—45       |
| VII     | 46—48    | 49—50      | 51—54       |
| VIII    | 55—57    | 58—60      | 61—63       |
| IX      | 64—66    | 67         | 68—69       |
| X       | 70—71    | 72—73      | 74—76       |
| XI      | 77       | 78—80      | 81—84       |
| XII     | 85—87    | 88         | 89—90       |
| XIII    | 91—93    | 94—96      | 97—100      |
| XIV     | 101—102  | 103        | 104         |
| XV      | 105      | 106        | 107—108     |
| XVI     | 109—111  | 112—114    | 115—117     |
| XVII    | 118:1—72 | 118:73—131 | 118:132—176 |
| XVIII   | 119—123  | 124—128    | 129—133     |
| XIX     | 134—136  | 137—139    | 140—142     |
| XX      | 143—144  | 145—147    | 148—150     |

Псалом 151, имеющийся в греческой и, соответственно, славянской Библии, примыкает к концу 20-й кафизмы; в храмовом богослужении, однако, он не используется.

## Богослужебное употребление

### В храме
Для богослужебного использования Псалтирь распределена между вечерней и утреней таким образом, чтобы в течение недели прочитывались все 20 кафизм. В нормальном случае кафизмы читаются подряд, одна на вечерне, две на утрени, при этом принимаются во внимание следующие соображения:
- Неделя начинается с воскресенья, поэтому первая кафизма читается на воскресной вечерне, то есть в субботу вечером;
- В праздник, если накануне служилось Всенощное бдение, кафизмы на вечерне не положено. Поскольку устав предполагает совершение бдения накануне каждого воскресенья, в воскресенье вечером кафизмы не бывает.
- 17-я кафизма, «непорочны», должна была бы читаться утром в пятницу. Поскольку, однако, в будние дни эта кафизма уже читается на полунощнице, то она (вкупе с предшествующей ей 16-й кафизмой) переносится на субботу.

Соответственно, распределение кафизм в обычные периоды года выглядит следующим образом (вечерня в данной таблице относится к литургическому дню, то есть, например, воскресная вечерня — это вечерня в субботу вечером):
| День | Вечерня | Утреня     |
| ---- | ------- | ---------- |
| Вс   | 1       | 2, 3, (17) |
| Пн   | —       | 4, 5       |
| Вт   | 6       | 7, 8       |
| Ср   | 9       | 10, 11     |
| Чт   | 12      | 13, 14     |
| Пт   | 15      | 19, 20     |
| Сб   | 18      | 16, 17     |

На вечерне праздника, имеющего полиелей или выше, рядовая кафизма оставляется, а вместо неё поётся та же первая кафизма, что и на воскресной вечерне, но лишь первая её статия (т. н. «Блажен муж»). На вечерне накануне великих Господних праздников кафизмы не бывает вовсе (за исключением вечера субботы, когда положена 1-я кафизма, и вечера воскресенья, когда поётся «Блажен муж»). Кафизмы на утрени положены всегда, даже в великие праздники (за исключением пасхальной седмицы, имеющей особый богослужебный устав).
В осенне-зимний период года (с 22 сентября по 20 декабря и от 15 января до субботы в седмице мытаря и фарисея) порядок чтения кафизм несколько изменяется. Кафизма, положенная в будние дни на вечерне, переносится на утреню того же (календарного) дня, таким образом, на утрене читается 3 кафизмы, а на вечерне — всегда кафизма 18. При этом в пятницу и субботу на утрени по-прежнему две кафизмы, в субботу вечером по-прежнему 1-я кафизма, и в воскресенье вечером по-прежнему кафизмы нет.
Особое расписание чтения кафизм используется во время Великого поста. В этот период Псалтирь прочитывается в течение недели не один, а два раза. Для достижения этой цели кафизмы читают не только на вечерне и утрени, но и на часах, после обычных псалмов. Во все седмицы Великого поста, кроме пятой, используется следующее расписание:
| День | Вечерня | Утреня     | 1 Час | 3 Час | 6 Час | 9 час |
| ---- | ------- | ---------- | ----- | ----- | ----- | ----- |
| Вс   | 1       | 2, 3       | —     | —     | —     | —     |
| Пн   | —       | 4, 5, 6    | —     | 7     | 8     | 9     |
| Вт   | 18      | 10, 11, 12 | 13    | 14    | 15    | 16    |
| Ср   | 18      | 19, 20, 1  | 2     | 3     | 4     | 5     |
| Чт   | 18      | 6, 7 ,8    | 9     | 10    | 11    | 12    |
| Пт   | 18      | 13, 14, 15 | —     | 19    | 20    | —     |
| Сб   | 18      | 16, 17     | —     | —     | —     | —     |

На пятой седмице Великого поста в четверг читается Великий канон прп. Андрея Критского. Ввиду этого расписание на этой седмице перестроено таким образом, чтобы на утреню четверга приходилась только одна кафизма. Есть также альтернативное расписание, для тех случаев, когда на четверг приходится Благовещение и чтение Великого канона переносится на вторник.
На Страстной седмице Псалтирь прочитывается один раз, с понедельник по среду включительно, после чего чтение кафизм оставляется полностью (за исключением Непорочных, поемых с похвалами на утрени Великой Субботы).
На Светлой седмице кафизм не положено.

### В домашней (келейной) молитве
Псалтирь широко используется также в домашней (или келейной) молитве. Её можно читать либо как замену храмового богослужения, которое молящийся не смог посетить, либо самостоятельно, как часть молитвенного правила. Для этой цели в большинстве изданий православной Псалтири после кафизм печатают особые покаянные тропари и молитвы.
При чтении Псалтири за покойников к кафизмам добавляют специальные молитвы.